# Filippo II di Borgogna
Filippo II di Borgogna (o anche Filippo di Francia), detto l'Ardito o il Temerario (in francese Philippe II de Bourgogne dit Philippe le Hardi; Pontoise, 17 gennaio 1342 – Halle, 27 aprile 1404), fu duca di Turenna, dal 1360 al 1363, poi duca di Borgogna dal 1363 e infine conte consorte di Borgogna (Franca Contea), Artois e Fiandre dal 1384 fino alla sua morte.
Fu il quarto dei figli del re di Francia Giovanni II il Buono e di Bona di Lussemburgo.

## Biografia

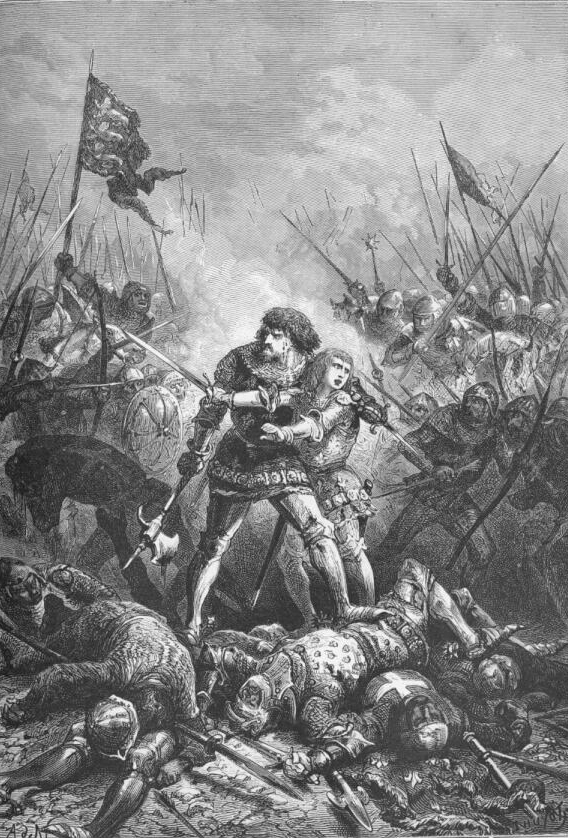
L'eroismo di Filippo II di Borgogna e di suo padre Giovanni il Buono alla battaglia di Poitiers (1356) decretò per Giovanni la reputazione di re-cavaliere e a Filippo il soprannome di Ardito. Illustrazione di Alphonse de Neuville per L'histoire de France depuis les temps les plus reculés jusqu'en 1789 di François Guizot (1870).

Quattordicenne Filippo prese parte alla battaglia di Poitiers (1356), in cui combatté coraggiosamente a fianco del padre e si guadagnò il soprannome di Ardito o Temerario. Fu fatto prigioniero con il padre dal principe di Galles, Edoardo detto il Principe Nero e, dopo la battaglia, assieme al padre fu condotto prigioniero, dapprima a Bordeaux e poi in Inghilterra, a Londra. Tornato in Francia, nel 1360, dopo il trattato di Brétigny, ottenne il ducato di Turenna.
Nel 1361, alla morte di Filippo di Rouvres, si aprì la contesa della successione del ducato di Borgogna, tra suo padre, Giovanni II il Buono e il re di Navarra, Carlo il Malvagio, che portò Giovanni a incamerarlo nei domini della corona e nel 1363 si recò personalmente a Digione per prenderne possesso e consegnarlo al figlio, che divenne così Filippo II di Borgogna.
La vedova di Filippo di Rouvres, Margherita di Male, ora, circa quindicenne, era ereditiera delle contee di Fiandra, di Nevers e di Rethel ed inoltre delle contee di Borgogna (Franca Contea) e di Artois, che sua nonna, Margherita di Francia, aveva appena ereditate dallo stesso Filippo di Rouvre. Il conte delle Fiandre, Luigi II di Male, pensava di dare in sposa la figlia Margherita a Edmondo, uno dei figli del re d'Inghilterra, Edoardo III. Però sia il papa Urbano V, che il re di Francia, Carlo V si opposero al progetto e Carlo V, cedendo i tre distretti valloni di Lilla, Douai e Orchies, alla contea delle Fiandre, indusse Luigi ad accettare un matrimonio tra sua figlia ed il fratello del re di Francia, il nuovo duca di Borgogna, Filippo II l'Ardito, che venne celebrato nel 1369. Nel 1382, alla morte di Margherita di Francia, Artois e Franca Contea passarono nelle mani della coppia ducalele, mentre nel 1384, alla morte del conte delle Fiandre Luigi II di Male, passarono Fiandre, Nevers e Rethel.
Filippo partecipò alla guerra dei cent'anni, e dopo tre anni di combattimenti, nel 1373, assieme al fratello, Giovanni, duca di Berry, portò a termine la conquista del Poitou.
Nel 1377, Filippo cercò invano di riprendere Calais, attaccandola da terra, mentre Giovanni di Vienne l'attaccava con la flotta franco-castigliana. Nel 1378, assieme al connestabile Bertrand du Guesclin, Filippo occupò i feudi normanni del re di Navarra, Carlo il Malvagio.
Nel 1380, suo fratello Carlo V morì e salì al trono un ragazzino di dodici anni, Carlo VI che, pur essendo stato incoronato, il 4 novembre 1380, lasciò il governo nelle mani di un consiglio dei dodici, in cui dominavano i suoi zii, Luigi, duca d'Angiò, Giovanni, duca di Berry, Filippo, duca di Borgogna, oltre che allo zio materno, Luigi II di Borbone il Buono. Comunque sino alla sua partenza per l'Italia, nel 1382, il consiglio fu in mano a Luigi e dopo pian piano passò nelle mani di Filippo, che la tenne sino al 1388, quando il re Carlo VI si circondò di suoi consiglieri e rinunciò a consiglio dei Dodici.
Nel corso del 1383, dato che nelle Fiandre, terreno di scontro tra inglesi e franco-borgognoni, vi era ancora uno stato di guerra civile, nell'ambito della Guerra dei cent'anni e dato che Gand non aveva ancora accettato l'autorità del conte, Filippo convinse il re Carlo VI a portare aiuto al conte, suo suocero, Luigi II di Male. L'esercito franco-borgognone ottenne qualche vittoria, ma non riuscì a conquistare la città, anzi, quando Filippo e Margherita ereditarono la contea (1384), Gand, con l'aiuto degli inglesi, conquistò la città di Damme, dove gli inglesi appoggiati dalla popolazione, resistettero sei settimane all'assedio dei Franco-Borgognoni che infine la saccheggiano (1385).
Il 18 dicembre 1385 Gand aprì le porte ai conti di Fiandra, in cambio di un'amnistia generale ed il mantenimento dei suoi privilegi, fu siglata la pace, da Filippo II e dai rappresentanti di Gand, conosciuto come il trattato di Tournai (1385), che tranquillizzò le Fiandre.
Praticamente seguirono oltre vent'anni di pace interna e con gli inglesi.
Filippo inaugurò una politica di matrimoni, poi continuata dai vari successori, che in qualche decennio portò ad edificare lo Stato borgognone.
Egli infatti fece sposare nel 1385 suo figlio Giovanni senza paura a Margherita, figlia del duca di Baviera-Straubing Alberto I, conte di Hainaut e di Olanda, e sua figlia Margherita a Guglielmo IV di Hainaut, figlio ed erede di Alberto, preparando così l'unione dei principati verso lo Stato borgognone, che verrà realizzato da suo figlio Filippo il Buono.
Mediante tali matrimoni la neonata dinastia di Borgogna entrò nella rete di alleanze della casa di Baviera.
Le altre figlie di Alberto I di Hainaut sposarono il duca di Gheldria e il re di Boemia, il futuro imperatore Venceslao, mentre la loro cugina Isabella era divenuta regina di Francia, sposando il re Carlo VI.
Infine, il duca Filippo fece sposare le sue figlie Caterina e Maria, rispettivamente al duca d'Austria, Leopoldo IV di Asburgo ed al duca di Savoia, Amedeo VIII.

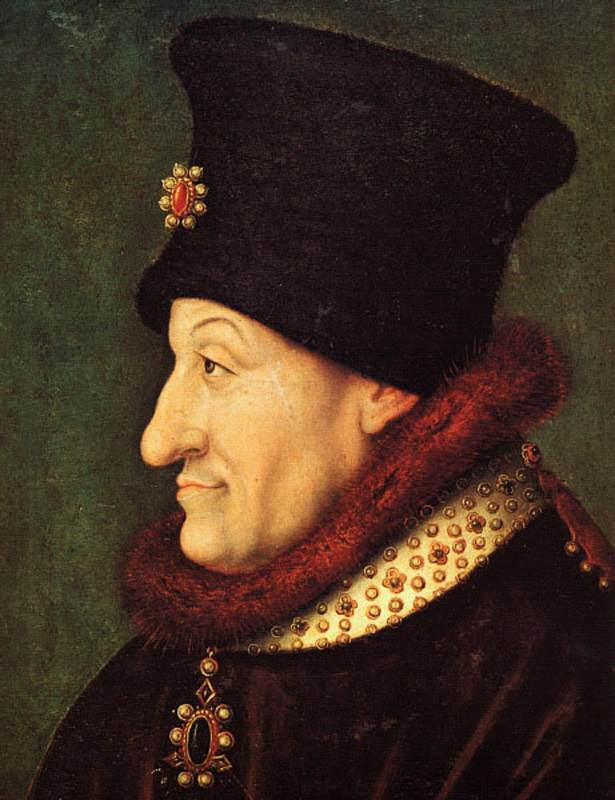
Il duca Filippo II in età matura

Da dopo che era stato allontanato dal potere (1388), il governo fu retto da alcuni consiglieri che furono detti Marmouset (conseiller du roi) e tra costoro vi era il nuovo connestabile, Clisson che aveva vecchi rancori contro Filippo, che cercò di fare assassinare il connestabile Clisson. Allora il re per vendicare il suo favorito organizzò una spedizione contro il duca di Borgogna, ma mentre cavalcava in una foresta nei pressi di Le Mans fu colto da improvvisa pazzia; la malattia del re fece in modo che gli zii ripresero il potere e nel 1392, licenziarono tutti i consiglieri.
Molto attivo alla corte di Francia, il duca di Borgogna, Filippo ebbe un ruolo importante in quanto dei fratelli, il duca Luigi I d'Angiò era morto in Italia, nel 1384, ed il duca Giovanni I di Berry, s'interessò poco di politica, ma soprattutto continuò a interessarsi della Linguadoca.
Filippo si scontrò allora col nipote, il fratello del sovrano, il duca di Terenna, Luigi di Valois, che, nel 1392, era divenuto duca d'Orléans e che aveva una smisurata ambizione e alle cui spese si contrappose la cupidigia di un duca di Borgogna, obbligato a contare sulle risorse fiscali della monarchia per sostenere i costi del suo tenore di vita e del governo del ducato.
Filippo II vigilò, tanto nella sua attività di reggente per Carlo VI, quanto nella condotta degli affari dello Scisma d'Occidente e degli interessi economici delle città manifatturiere dei suoi stati.
Si avvalse in merito dei consigli di uomini d'affari, tra cui in primis Dino Rapondi (1350 circa – 1432).
Nell'aprile del 1402, in assenza da Parigi di Filippo II di Borgogna, il duca d'Orleans, fattosi nominare sovrintendente fiscale impose un tributo estremamente oneroso e quando Filippo rientrò a Parigi protestò immediatamente e dichiarò di avere rifiutato 100.000 corone come prezzo del suo consenso a tale tassazione, e, con tale mossa, Filippo l'Ardito acquisì una vasta popolarità a Parigi, figurando, rispetto alla prodigalità del duca d'Orléans, come un principe saggio e riformatore.
Sebbene dotato di un acuto senso politico, egli lasciò al figlio Giovanni Senza Paura le casse dello Stato vuote e l'obbligo dell'uso della demagogia, se voleva conservare un partito.

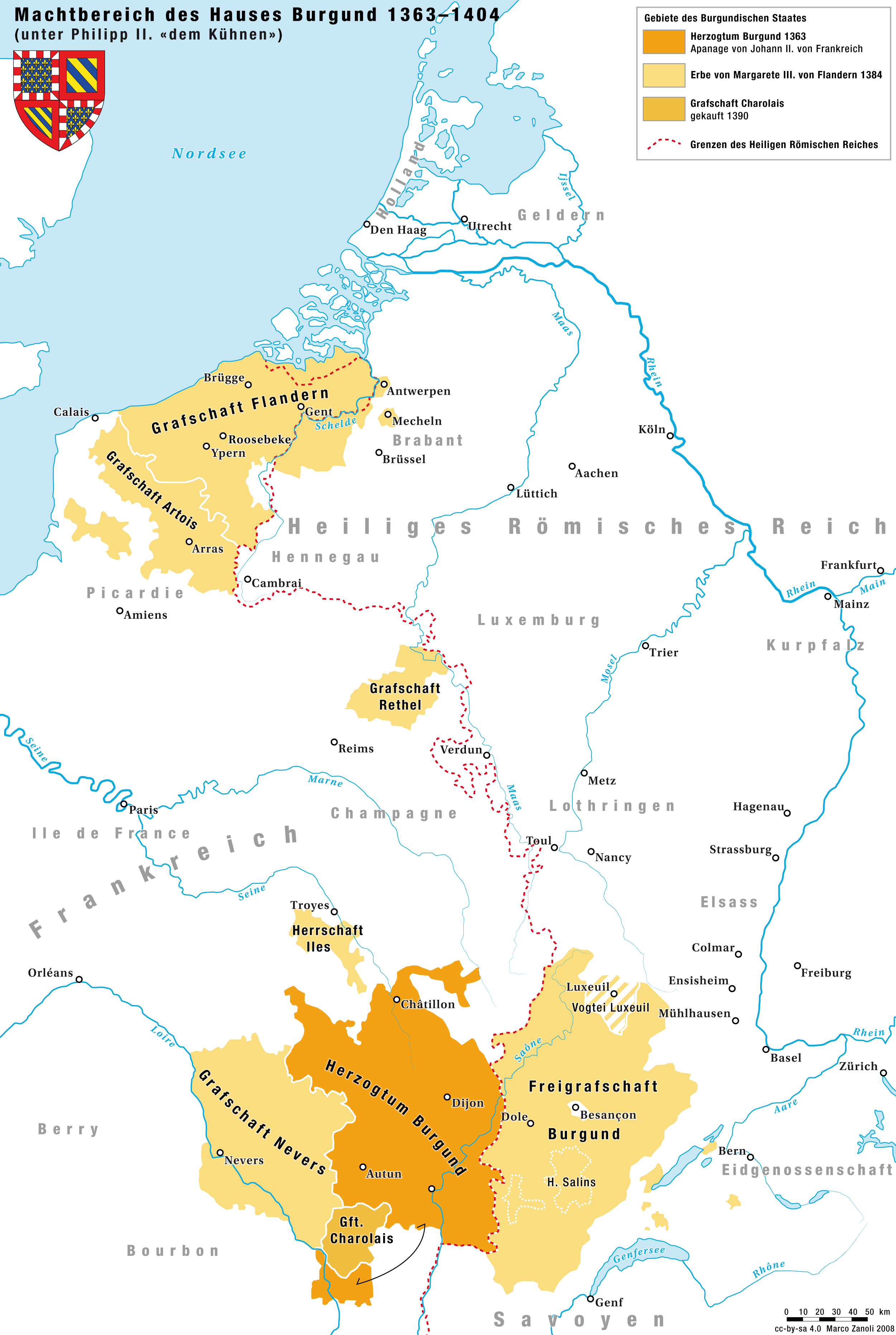
Possedimenti di Filippo II l'Ardito

Carta storica del grande Scisma d'Occidente.
In blu gli stati che riconoscevano il papa di Roma.
In arancione gli stati che riconoscevano il papa di Avignone (antipapa).
In giallo-ocra gli stati che cambiarono la loro posizione durante lo scisma.

Filippo II di Borgogna morì nel corso del 1404 e gli successe il figlio primogenito, Giovanni Senza Paura.

## La sua tomba
Dal 1378 Filippo II acquisì una proprietà a Champmol, nei dintorni di Digione per farvi costruire una certosa (1383-1388), destinata ad accogliere le sue spoglie mortali. La tomba è uno dei capolavori della scultura francese, realizzata da Jean de Marville (1381-1389), Claus Sluter (1389-1406) e Claus de Werve (1406-1410). Jean Malouel, pittore ufficiale del duca, fu incaricato della policromia e delle dorature.
Dopo la morte, la salma di Filippo fu eviscerata, imbalsamata e poi collocata in un sarcofago di piombo, sito nel coro della certosa di Champmol (16 giugno 1404). Le viscere furono trasportate a Notre-Dame de Hal. Nel 1792 il corpo fu trasferito nella cattedrale di Saint-Bénigne a Digione. La tomba fu in seguito ricostruita e danneggiata dai rivoluzionari nel 1793. La struttura fu restaurata nella prima metà del XIX secolo e oggi si trova al museo delle Belle Arti di Digione, nel Palazzo dei Duchi di Borgogna.

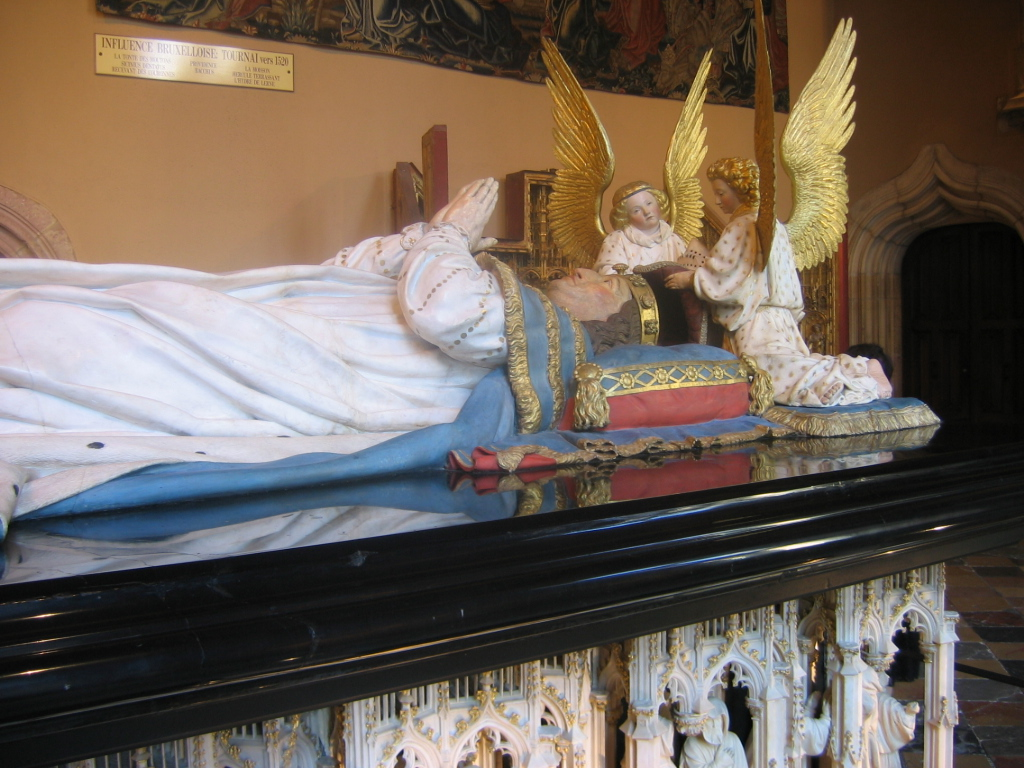
La tomba di Filippo II

## Discendenza
Dal matrimonio con Margherita III delle Fiandre nacquero otto figli:
- Giovanni Senza Paura (Digione 1371 † ponte di Montereau 10 settembre 1419), duca e conte di Borgogna, e gli altri titoli;
- Carlo, (marzo 1372 † 13 luglio 1373);
- Margherita, (ottobre 1374 † Quesnoy 8 marzo 1441), sposò il 12 aprile 1385 Guglielmo IV, Conte di Hainaut e di Zelanda;
- Caterina (1378 † 26 gennaio 1426), sposò il 15 agosto 1393 il Duca d'Austria Leopoldo IV;
- Bona (1379 † 10 settembre 1399);
- Maria (1380 † 6 ottobre 1422), sposò nel maggio del 1401 il Conte e poi Duca di Savoia Amedeo VIII;
- Antonio (1384 † battaglia d'Agincourt 25 ottobre 1415), Conte di Réthel, nel 1402, e poi Duca di Brabante, nel 1406;
- Filippo (ottobre 1389 † battaglia d'Agincourt 25 ottobre 1415), divenuto nel 1406 Conte di Nevers e di Réthel, per rinuncia dei suoi fratelli Giovanni ed Antonio.

## Ascendenza
|                        |                           |                                        | Genitori                |  |  | Nonni |  |  | Bisnonni        |  |  | Trisnonni              |  |
|                        |                           |                                        |                         |  |  |       |  |  | Carlo di Valois |  |  | Filippo III di Francia |  |
|                        |                           |                                        |                         |  |  |       |  |  | Carlo di Valois |  |  | Filippo III di Francia |  |
|                        |                           | Isabel d'Aragona                       |                         |  |  |       |  |  | Carlo di Valois |  |  |                        |  |
| Filippo VI di Francia  |                           |                                        |                         |  |  |       |  |  | Carlo di Valois |  |  |                        |  |
|                        |                           | Margherita d'Angiò, contessa di Valois | Carlo II di Napoli      |  |  |       |  |  |                 |  |  |                        |  |
|                        |                           | Margherita d'Angiò, contessa di Valois | Carlo II di Napoli      |  |  |       |  |  |                 |  |  |                        |  |
|                        |                           | Margherita d'Angiò, contessa di Valois | Mária d'Ungheria        |  |  |       |  |  |                 |  |  |                        |  |
| Giovanni II di Francia |                           | Margherita d'Angiò, contessa di Valois |                         |  |  |       |  |  |                 |  |  |                        |  |
|                        |                           | Roberto II di Borgogna                 | Ugo IV di Borgogna      |  |  |       |  |  |                 |  |  |                        |  |
|                        |                           | Roberto II di Borgogna                 | Ugo IV di Borgogna      |  |  |       |  |  |                 |  |  |                        |  |
|                        |                           | Roberto II di Borgogna                 | Yolanda di Dreux        |  |  |       |  |  |                 |  |  |                        |  |
| Jeanne di Borgogna     |                           | Roberto II di Borgogna                 |                         |  |  |       |  |  |                 |  |  |                        |  |
|                        |                           | Agnes di Francia                       | Luigi IX di Francia     |  |  |       |  |  |                 |  |  |                        |  |
|                        |                           | Agnes di Francia                       | Luigi IX di Francia     |  |  |       |  |  |                 |  |  |                        |  |
|                        |                           | Agnes di Francia                       | Margherita di Provenza  |  |  |       |  |  |                 |  |  |                        |  |
| Filippo II di Borgogna |                           | Agnes di Francia                       |                         |  |  |       |  |  |                 |  |  |                        |  |
|                        | Enrico VII di Lussemburgo | Enrico VI di Lussemburgo               |                         |  |  |       |  |  |                 |  |  |                        |  |
|                        | Enrico VII di Lussemburgo | Enrico VI di Lussemburgo               |                         |  |  |       |  |  |                 |  |  |                        |  |
|                        | Enrico VII di Lussemburgo | Béatrice d'Avesnes                     |                         |  |  |       |  |  |                 |  |  |                        |  |
| Giovanni I di Boemia   | Enrico VII di Lussemburgo |                                        |                         |  |  |       |  |  |                 |  |  |                        |  |
|                        |                           | Margherita di Lussemburgo              | Giovanni I di Brabante  |  |  |       |  |  |                 |  |  |                        |  |
|                        |                           | Margherita di Lussemburgo              | Giovanni I di Brabante  |  |  |       |  |  |                 |  |  |                        |  |
|                        |                           | Margherita di Lussemburgo              | Marguerite di Dampierre |  |  |       |  |  |                 |  |  |                        |  |
| Bona di Lussemburgo    |                           | Margherita di Lussemburgo              |                         |  |  |       |  |  |                 |  |  |                        |  |
|                        |                           | Venceslao II di Boemia                 | Ottocaro II di Boemia   |  |  |       |  |  |                 |  |  |                        |  |
|                        |                           | Venceslao II di Boemia                 | Ottocaro II di Boemia   |  |  |       |  |  |                 |  |  |                        |  |
|                        |                           | Venceslao II di Boemia                 | Cunegonda di Slavonia   |  |  |       |  |  |                 |  |  |                        |  |
| Eliška Přemyslovna     |                           | Venceslao II di Boemia                 |                         |  |  |       |  |  |                 |  |  |                        |  |
|                        |                           | Guta d'Asburgo                         | Rodolfo I d'Asburgo     |  |  |       |  |  |                 |  |  |                        |  |
|                        |                           | Guta d'Asburgo                         | Rodolfo I d'Asburgo     |  |  |       |  |  |                 |  |  |                        |  |
|                        |                           | Guta d'Asburgo                         | Gertrude di Hohenberg   |  |  |       |  |  |                 |  |  |                        |  |
|                        |                           | Guta d'Asburgo                         |                         |  |  |       |  |  |                 |  |  |                        |  |